# HD 206842
HD 206842，又名BD+58 2314，SAO 33683、HR 8312，是一颗恒星，视星等为6.08，位于銀經100.84，銀緯4.75，其B1900.0坐标为赤經21h 39m 44.8s，赤緯+58° 4.75′ 47″。